# Levin August von Bennigsen
Hrabě Levin (Leontij Leonťjevič) August Theophil von Bennigsen (10. února 1745 v Braunschweigu, dnes Německo – 2. října 1826 v Banteln (okres Alfeld) u Hildesheimu, dnes Německo) byl generál ruské armády německého původu.

## Život
Bennigsen byl syn plukovníka Levina Friedricha von Bennigsen a jeho ženy Henrietty Marie von Rauchhaupt. Ze strany matky byl pravnuk saského maršála Hanse Adama von Schöning. Po krátké výuce privátním učitelem odešel 10letý Bennigsen roku 1755 jako páže na hannoverský dvůr. Již o 4 roky později byl přijat do hannoverské pěší gardy jako praporčík. V poslední bitvě sedmileté války – v bitvě u Freibergu roku 1762 bojoval již v hodnosti kapitána. V tomtéž roce zemřel jeho otec a Bennigsen převzal dědictví – statek Banteln. Vystoupil z armády, ale neprojevil žádné obchodní nadání, ani zájem o hospodářství. Roku 1768 se oženil s Friederikou Amalií, dcerou hannoverského vyslance ve Vídni Georga Friedricha von Steinberg. Roku 1772 statek zkrachoval a byl prodán v konkursu a tak Bennigsen přijal nabídku carevny Kateřiny II. a roku 1773 vstoupil do ruské armády v hodnosti majora a v ruských službách zůstal až do r. 1818.
Roku 1776, krátce po smrti své první ženy se Bennigsen žení podruhé. Jeho žena Elisabeth Meyerová však jen několik týdnů po svatbě též umírá. A tak Bennigsen opět uzavírá sňatek roku 1777. Jeho třetí ženou se stává Amalie Oelgarde, dcera hannoverského ministra Augusta Wilhelma von Schwichfeldt. Již následující rok je pod velením maršála hraběte Rumjanceva zapojen do tažení proti Turkům a roku 1778 povýšen na podplukovníka a přeřazen ke kavalerii. Dále se vyznamenal pod Potěmkinem a roku 1790 povýšen na plukovníka. Pak roku 1792 velí jezdeckému oddílu v Litevsku[zdroj⁠?!] a podílel se na porážce Poláků v bitvě u Soly,[zdroj⁠?!] za což je povýšen na generálmajora. Od carevny Kateřiny II. obdržel velkostatek u Minsku. Dále po bojích v Persii povýšen na generálporučíka roku 1798 a poté roku 1802 na generála jezdectva. Bennigsen byl duší spiknutí proti carovi Pavlu I. a celou akci zavraždění cara 23. března roku 1801 organizoval a koordinoval. Přímo u činu vraždy nebyl přítomen. Nástupcem cara Pavla Alexandrem I. byl jmenován generálním guvernérem Litevské gubernie.
Roku 1805 byl postaven do čela severní armády na pomoc Rakousku, ale u Breslau (dnes Wrocław, česky Vratislav) obdržel rozkaz k návratu v důsledku bratislavského míru. Potřetí ovdověl a čtvrtou manželkou se stala Marie Leonarde von Andrzejkowicz. S ní měl jednoho syna – Alexandra, narozeného roku 1809. Roku 1806 je Bennigsen v čele silného armádního sboru táhnoucího na pomoc Prusům, a v bitvě u Pultusku při útoku francouzské armády pod Napoleonem zachránil včasným ústupem ruskou armádu před zničením (26. prosince 1806). Car Alexandr jej jmenoval 1. lednem 1807 vrchním velitelem armády. V této funkci svedl 7. a 8. února 1807 proti Napoleonovi jednu z nejstrašnějších bitev napoleonských válek v mrazu a vánici u Preussisch Eylau (Pruské Jílové). Po dvoudenních bojích byl sice přinucen k ústupu, ale ten proběhl zcela organizovaně a Napoleon již neměl sil k jeho pronásledování. Pak však 14. června roku 1807 utrpěl Bennigsen jednu z nejtěžších porážek v bitvě u Friedlandu, po které následoval tylžský mír.
Po podepsání míru Bennigsen vystoupil z armády a žil životem velkostatkáře na svých panstvích. Roku 1812 byl však na přání Kutuzova jmenován náčelníkem generálního štábu. Účastnil se bitvy u Borodina a odrazil pak Murata u Tarutina, přesněji u Vinkova (18.10.1812). Ostré spory s Kutuzovem vyústily v několikaměsíční dovolenou Bennigsenovu. Ale již začátkem roku 1813 je opět Alexandrem povolán jako velitel rezervní armády tvořící se v Polsku a s touto armádou obsadil Bennigsen Velkovévodství varšavské, porazil maršála Gouviona de Saint-Cyr u Dohna (česky Donín) a spěchal k Lipsku, kde se podílel na bojích Bitvy národů. Osobně přijal kapitulaci saského krále Friedricha Augusta I. Ještě v Lipsku byl povýšen carem Alexandrem do stavu ruských hrabat. Pak obsadil Hamburg, Magdeburg, Torgau, Wittenberg a po prvním pařížském míru byl převelen do Besarábie jako velitel jižní armády, zajišťující hranici s Tureckem. Roku 1818 pak odešel do výslužby. Žil se svým synem Alexandrem na statku Banteln, blízko svého rodného města, kde též ve věku 81 let zemřel. Ještě dnes v bantelnském kostele visí na stěně obraz, znázorňující slavného generála na bitevním poli u Hamburku.

## Vyznamenání
- Řád svatého Vladimíra III. třídy – Ruské impérium, 1792
- Řád svatého Vladimíra II. třídy – Ruské impérium, 1794
- Řád svatého Jiří III. třídy – Ruské impérium, 15. září 1794 – s ohledem na pečlivou službu a vynikající odvahu projevenou v držení opevnění a samotného města Vilnius
- Řád svaté Anny I. třídy – Ruské impérium, 3. června 1796
- Řád svatého Alexandra Něvského – Ruské impérium, 15. května 1798
- Řád svatého Jiří II. třídy – Ruské impérium, 27. prosince 1806 – za porážku Francouzů v bitvě u Pultusk 14. prosince 1806
- Řád svatého Ondřeje – Ruské impérium, 1807
- Řád svatého Vladimíra I. třídy – Ruské impérium, 1812
- Vojenský řád Marie Terezie II. třídy – Rakouské císařství, 1813
- velkokříž Řádu meče – Švédsko, 1814
- Řád svatého Jiří I. třídy – Ruské impérium, 22. června 1814 – za úspěšnou akci ve válce proti Francouzům
- Řád slona – Dánsko, 20. prosince 1814
- Řád Guelfů – Hannoverské velkovévodství, 1818
- velkokříž Řádu čestné legie – Francie
- Řád černé orlice – Pruské království